# Vlag van Affligem
De vlag van Affligem werd door de gemeenteraad op 31 oktober 1990 officieel vastgesteld als de gemeentelijke vlag van de Vlaams-Brabantse gemeente Affligem. Op 9 oktober 1990 werd hij door het Bestuur van Vlaanderen bevestigd en uiteindelijk gepubliceerd op 25 september 1991 in het officiële Belgisch Staatsblad.
Officieel wordt de vlag beschreven als:
Twee even lange banen van rood en van wit met op het midden een lelie met twee uitkomende gesteelde rozen van het een in het ander, begeleid links van een gesteelde en gebladerde roos en een abtsstaf, rechts van een omgewende sleutel en een gesteelde en gebladerde roos, alles van het een op het ander.
De vlag is gebaseerd op het gemeentewapen. Rood en wit zijn de traditionele kleuren van de abdij van Affligem.

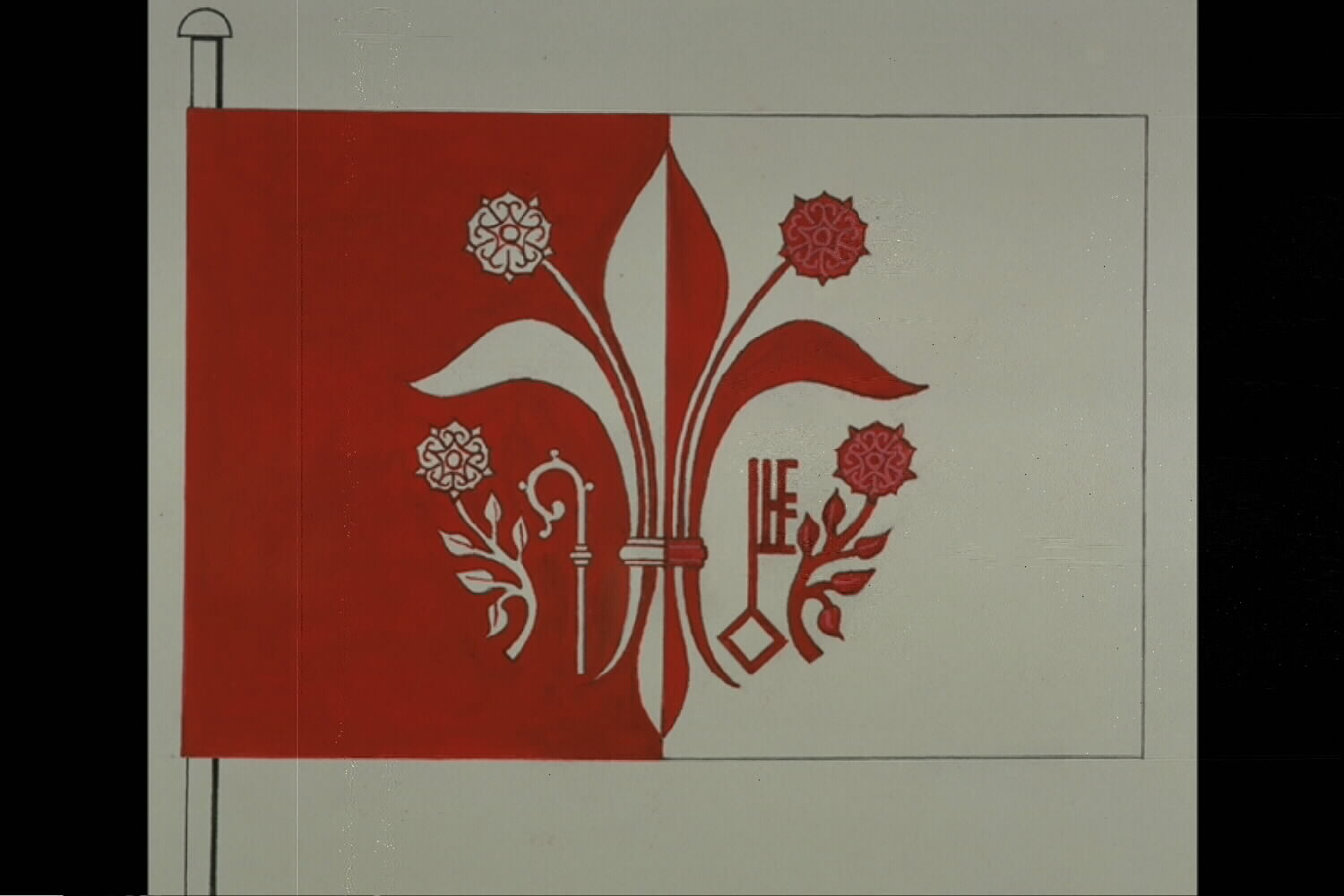
Officiële tekening van de vlag